# Microsoft Lumia 950

Microsoft Lumia 950 XL logo

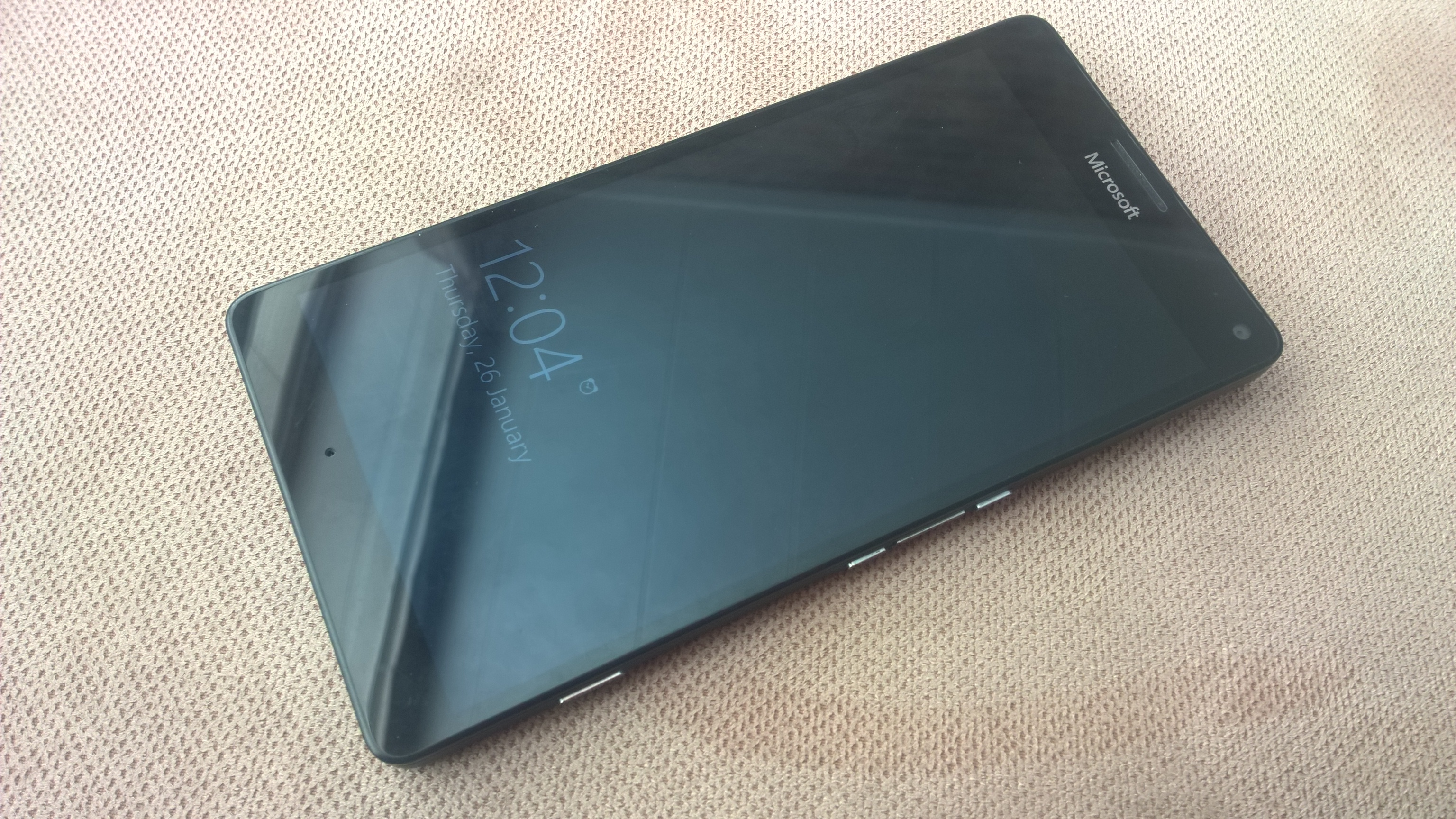
Microsoft Lumia 950 XL

De Microsoft Lumia 950 is een smartphone van het Amerikaanse bedrijf Microsoft Mobile Oy. Het is Microsofts high-end-toestel met Windows 10 Mobile. De Lumia 950 werd aangekondigd langs de grotere Lumia 950 XL en de goedkopere Lumia 550.
De Lumia 950 was beschikbaar in twee verschillende kleuren.

## Microsoft Lumia 950 XL
De Microsoft Lumia 950 XL is een grotere variant van de normale Lumia 950. De toestellen verschillen qua functies niet veel, maar het grootste verschil is dat de Lumia 950 XL een groter 5,7-inch scherm heeft vergeleken met het 5,2-inch scherm van de Lumia 950. Ook bevat de Lumia 950 XL een snellere processor. De Lumia 950 XL was beschikbaar in dezelfde twee kleuren.

## RX-130 prototype
Enkele maanden na de onthulling van de Lumia 950 en 950 XL lekte een aantal prototypes uit. Deze hadden als codenaam Hapanero en als modelnummer RX-130. Hieruit bleek dat Microsoft werkte aan ondersteuning van pen input, zoals men dat kent van de Microsoft Surface tablets. Daar was dit prototype ook mee getest, net als extra sensoren die het uiteindelijk niet maakten in de reguliere 950 en 950 XL. Dit maakte een aantal Lumia fans teleurgesteld, want volgens hen had de ondersteuning van pen input een uniek verkooppunt van de Lumia 950 en 950 XL kunnen worden. Verder zag de RX-130 er wat vreemd uit, en leek het een beetje op een mengeling van de Lumia 1520, 830, 930 en de 950.

## Draadloos opladen
De Microsoft Lumia 950 en 950 XL bevatten de technologie voor draadloos opladen, en zijn daarmee een van de eerste smartphones die de mogelijkheid hebben om dat te kunnen. Er wordt gebruik gemaakt van de technologie van Qi.

## PureView
De Microsoft Lumia 950 en 950 XL bevatten een camera onder de PureView naam. Deze 20 megapixel camera werd gemaakt in samenwerking werd Carl Zeiss. De PureView beeldvormende technologie levert hoge kwaliteit foto's, scherpe zoom en verbeterde prestaties bij weinig licht.

## Optische beeldstabilisatie
De Microsoft Lumia 950 en 950 XL zijn tevens een van de eerste telefoons die optische beeldstabilisatie ondersteunen, waardoor foto's en video's minder bewogen genomen zullen worden.

## Digital Negative
De Lumia 950 en 950 XL zijn een van de eerste smartphones met ondersteuning voor Digital Negative, afgekort ook wel dng genoemd. Dit laat de camera toe om de foto's in RAW te schieten, waardoor er geen compressie plaatsvindt en foto's later beter kunnen worden bewerkt. Digital Negative heeft daarmee een aantal voordelen voor de fotografen die de camera van de Lumia 950 of 950 XL gebruiken en foto's later nog willen bewerken.

## Continuum

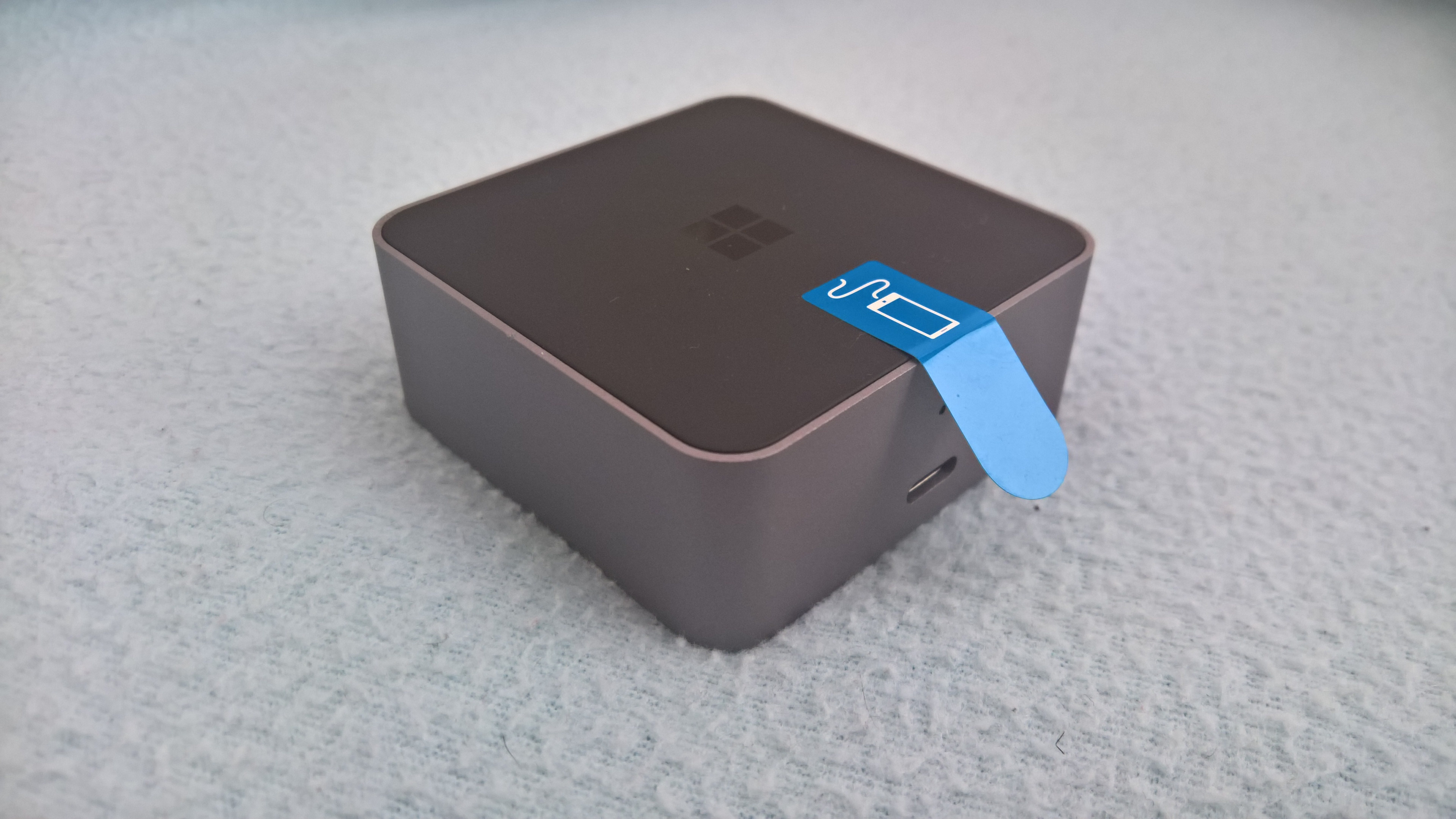
Microsoft HD-500 Display Dock voorkant waarmee Continuum werkt

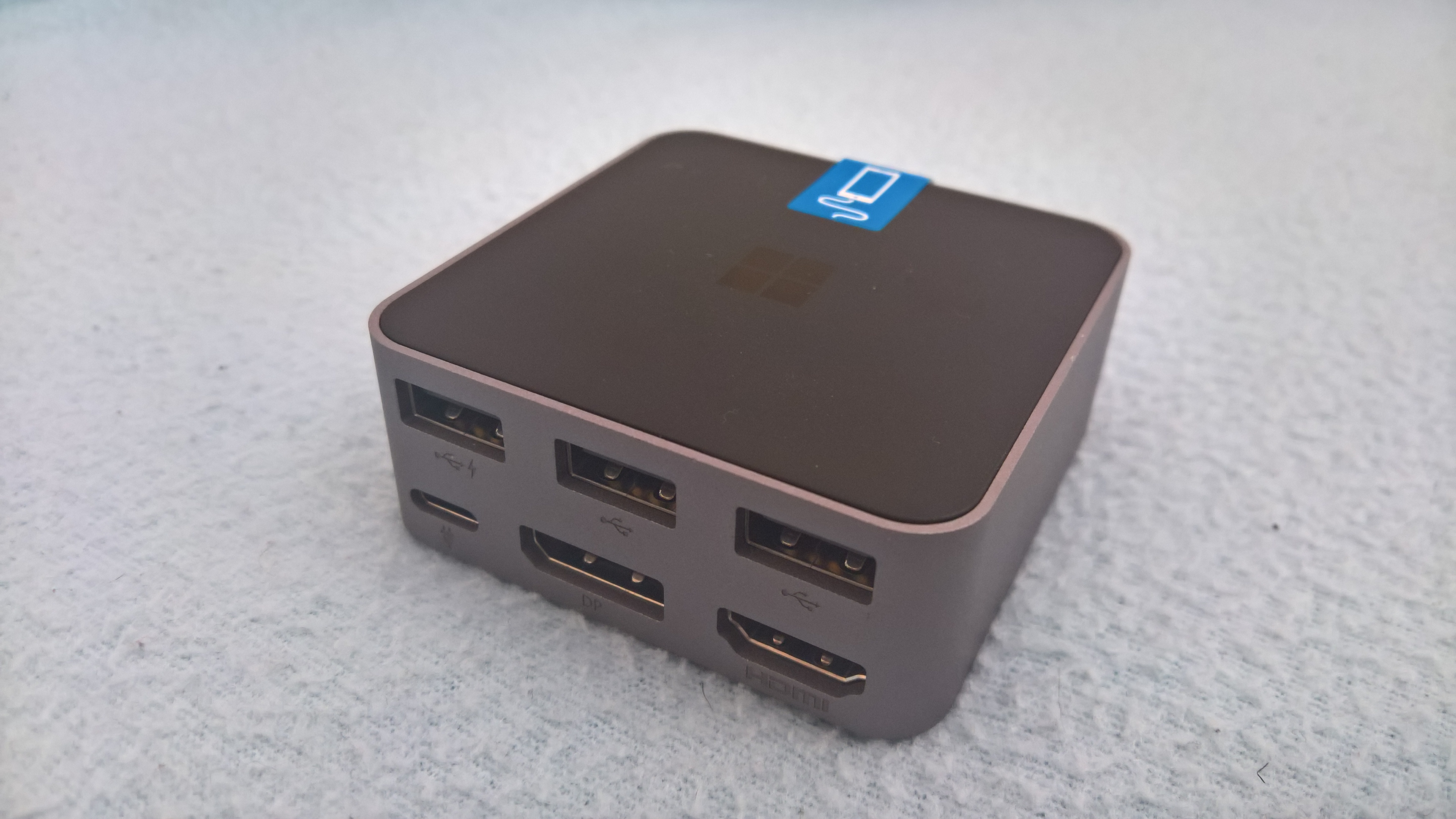
Microsoft HD-500 Display Dock achtekant waarmee Continuum werkt

Microsoft Continuum was een van de unieke verkooppunten van de Lumia 950 en 950 XL. Via de USB-C oplaadkabel kan via het Display Dock worden verbonden met een monitor, toetsenbord en muis. Er wordt dan geboot in een Windows 10 achtige omgeving, inclusief de ondersteuning voor sneltoetsen. De functie werd echter nooit echt populair. Samsung DeX werd later gebaseerd op hetzelfde concept als Continuum, waarbij een smartphone kan worden verbonden met een extern scherm om in een desktop-achtige omgeving te booten.

## Problemen

### Geen FM radio
Aangezien de Lumia 950 geen FM radio-ontvanger heeft, is het niet mogelijk om naar FM radio te luisteren. Dit zorgde voor veel kritiek, want naar muziek luisteren via mobiele data kost geld, waar FM radio gratis is. Aangezien de Lumia 950 gebruikmaakt van een processor die wel een FM-chip heeft, zou de optie er wel moeten zijn, maar Microsoft heeft gezegd dat er niet de goede hardware in de Lumia 950 zit. Het opvallende is dat de Lumia 950 XL en de goedkopere Lumia 550 wel de juiste apparatuur hebben om naar FM Radio te kunnen luisteren.

## Root access
In 2015 werd er door ethisch hacker Rene Lergner, beter bekend onder alias Heathcliff74, een hack ontwikkeld waardoor tweede generatie Lumia's met Windows Phone 8 konden worden geroot. Deze versie was nog niet compatibel met de Lumia Icon en Lumia 1520. Ook nieuwere Lumia's werkten niet. Via een applicatie genaamd Windows Phone Internals kon de bootloader worden ontgrendeld en werd het dus mogelijk om niet-geautoriseerde code uit te voeren. De ontdekkingen werden goed ontvangen door anderen, zo konden er aanpassingen gemaakt worden. Begin 2018 werd versie 2 uitgebracht die ook werkte met Windows 10 Mobile en de nieuwere Lumia's. Deze versie werd later open source.

### Windows on ARM
De Lumia 950 en 950 XL (en ook Hapanero) waren echter interessanter voor de hackers dan andere Lumia's. In tegenstelling tot andere modellen maken de Lumia 950 en 950 XL gebruik van een 64 bit processor met een ARM v8-A instructieset. Daarmee wordt het dus mogelijk om de volledige versie van Windows 10 voor ARM processors te installeren. De Hapanero was hierbij van een groot belang, aangezien het prototype enkele SecureBoot instellingen misten waardoor die makkelijker was om mee te experimenteren. Dit leidde ertoe dat er een project opgezet werd om de apparaten te laten werken met de Windows 10 versie die was ontworpen voor een Qualcomm Snapdragon 835 SoC. Om de bruikbaarheid te verhogen werd er een zogenaamde MobileShell ontworpen, die Windows 10 meer laten aanvoelen als de Windows 10 Mobile versie. Ook heeft het team de mobiele verbinding werkend gekregen waarmee dus kon worden gebeld en kon er weer gebruik gemaakt worden van LTE.

## Specificaties
| Modellen                 | Modellen                      | Lumia 950                                                                   | Lumia 950 XL                                                                |
| Introductie              | Introductie                   | 6 oktober 2015                                                              | 6 oktober 2015                                                              |
| Originele OS versie      | Originele OS versie           | Windows 10 Mobile {1511}                                                    | Windows 10 Mobile {1511}                                                    |
| Hoogste OS versie        | Officieel                     | Windows 10 Mobile (1709)                                                    | Windows 10 Mobile (1709)                                                    |
| Hoogste OS versie        | Insider previews              | Windows 10 Mobile (1709)                                                    | Windows 10 Mobile (1709)                                                    |
| Productie codenaam       | Productie codenaam            | RM-1104/1105/1118                                                           | RM-1085/1116                                                                |
| Specificaties            | Specificaties                 | Lumia 950                                                                   | Lumia 950 XL                                                                |
| Afmetingen               | hoogte                        | 145 mm                                                                      | 151,9 mm                                                                    |
| Afmetingen               | breedte                       | 73,2 mm                                                                     | 78,4 mm                                                                     |
| Afmetingen               | dikte                         | 8,25 mm                                                                     | 8,1 mm                                                                      |
| Gewicht (g)              | Gewicht (g)                   | 150 g                                                                       | 165 g                                                                       |
| Volume (cm3)             | Volume (cm3)                  | 87 cm3                                                                      | 96 cm3                                                                      |
| Kleuren achterkant       |                               |                                                                             |                                                                             |
| Kleuren voorkant         |                               |                                                                             |                                                                             |
| Verwijderbare achterkant | Verwijderbare achterkant      | Ja                                                                          | Ja                                                                          |
| Scherm                   | Scherm                        | Lumia 950                                                                   | Lumia 950 XL                                                                |
| Diagonaal (inch)         | Diagonaal (inch)              | 5,2" (13,21 cm)                                                             | 5.7" (14,48 cm)                                                             |
| Resolutie (pixels)       | Resolutie (pixels)            | 1440×2560                                                                   | 1440×2560                                                                   |
| Pixel dichtheid (ppi)    | Pixel dichtheid (ppi)         | 564                                                                         | 518                                                                         |
| Schermafmetingen         | hoogte                        | 115,0 mm                                                                    | 126,0 mm                                                                    |
| Schermafmetingen         | breedte                       | 65,0 mm                                                                     | 71,0 mm                                                                     |
| Screen-to-body-ratio     | Screen-to-body-ratio          | 70,44%                                                                      | 74,43%                                                                      |
| Kleurweergave            | Kleurdiepte                   | TrueColor 24-bit (16777216 kleuren)                                         | TrueColor 24-bit (16777216 kleuren)                                         |
| Kleurweergave            | DCI-P3-kleurruimte            | Nee                                                                         | Nee                                                                         |
| ClearBlack polarizer     | ClearBlack polarizer          | Ja                                                                          | Ja                                                                          |
| Glance scherm            | Glance scherm                 | Ja                                                                          | Ja                                                                          |
| Gorilla Glass            | Gorilla Glass                 | Gorilla Glass 3                                                             | Gorilla Glass 4                                                             |
| On-screen taakbalk       | On-screen taakbalk            | Ja                                                                          | Ja                                                                          |
| Super Sensitive Touch    | Super Sensitive Touch         | Nee                                                                         | Nee                                                                         |
| Technologie              | Technologie                   | AMOLED                                                                      | AMOLED                                                                      |
| Verversingssnelheid      | Verversingssnelheid           | 60 Hz                                                                       | 60 Hz                                                                       |
| Geheugen/Processor       | Geheugen/Processor            | Lumia 950                                                                   | Lumia 950 XL                                                                |
| RAM                      | RAM                           | 3 GB                                                                        | 3 GB                                                                        |
| Opslag                   | Opslag                        | 32 GB                                                                       | 32 GB                                                                       |
| Uitbreidbaar             | Uitbreidbaar                  | microSD, tot 256 GB                                                         | microSD, tot 256 GB                                                         |
| Processor                | System-on-a-chip              | Qualcomm Snapdragon 808 MSM8992                                             | Qualcomm Snapdragon 810 MSM8994                                             |
| Processor                | Bit                           | 64 bit                                                                      | 64 bit                                                                      |
| Processor                | Cores                         | Hexa core                                                                   | Octa core                                                                   |
| Processor                | Productie-procedé             | 20 nm                                                                       | 20 nm                                                                       |
| Processor                | ARM-instructieset             | v8-A                                                                        | v8-A                                                                        |
| Processor                | Kloksnelheid per core (GHz)   | 1,8                                                                         | 2,0                                                                         |
| GPU                      | GPU                           | Adreno 418                                                                  | Adreno 430                                                                  |
| Connectiviteit           | Connectiviteit                | Lumia 950                                                                   | Lumia 950 XL                                                                |
| Netwerken                | GSM                           | 850/900/1800/1900                                                           | 850/900/1800/1900                                                           |
| Netwerken                | UMTS                          | Band 1/2/4/5/8                                                              | Band 1/2/4/5/8                                                              |
| Netwerken                | LTE Advanced                  | Band 1/2/3/4/5/7/8/12/13/17/20/28/29/30/38/40/41                            | Band 1/2/3/4/5/7/8/12/13/17/20/28/29/30/38/40/41                            |
| Bluetooth                | Bluetooth                     | 4.1                                                                         | 4.1                                                                         |
| Wifi                     | Wifi                          | a/b/g/n/ac                                                                  | a/b/g/n/ac                                                                  |
| NFC                      | NFC                           | Ja                                                                          | Ja                                                                          |
| Gps                      | Gps                           | Ja                                                                          | Ja                                                                          |
| GLONASS                  | GLONASS                       | Ja                                                                          | Ja                                                                          |
| Sim                      | Aantal Sims                   | 1 of 2                                                                      | 1 of 2                                                                      |
| Sim                      | Grootte                       | Nano-Sim                                                                    | Nano-Sim                                                                    |
| Connectoren              | Audio                         | 3,5mm audio jack                                                            | 3,5mm audio jack                                                            |
| Connectoren              | Opladen/Gegevensoverdracht    | USB-C 3.1                                                                   | USB-C 3.1                                                                   |
| Connectoren              | Video                         | DisplayPort en HDMI (Type-A) via Continuum                                  | DisplayPort en HDMI (Type-A) via Continuum                                  |
| FM Radio                 | FM Radio                      | Nee                                                                         | Ja                                                                          |
| Miracast                 | Miracast                      | Ja                                                                          | Ja                                                                          |
| Digitale TV              | Digitale TV                   | Nee                                                                         | Nee                                                                         |
| Continuum                | Continuum                     | Ja, via USB-C                                                               | Ja, via USB-C                                                               |
| Batterij                 | Batterij                      | Lumia 950                                                                   | Lumia 950 XL                                                                |
| Capaciteit (mAh)         | Capaciteit (mAh)              | 3000                                                                        | 3340                                                                        |
| Model                    | Model                         | BV-T5E 3.85V                                                                | BV-T4D 3.85V                                                                |
| Verwijderbaar            | Verwijderbaar                 | Ja                                                                          | Ja                                                                          |
| Qi draadloos opladen     | Qi draadloos opladen          | Ja                                                                          | Ja                                                                          |
| Batterijvermogen (uur)   | Standby                       | 275                                                                         | 300                                                                         |
| Batterijvermogen (uur)   | Muziek playback               | 67                                                                          | 75                                                                          |
| Batterijvermogen (uur)   | Video playback                | 10                                                                          | 11                                                                          |
| Batterijvermogen (uur)   | Video opname                  | n/a                                                                         | n/a                                                                         |
| Batterijvermogen (uur)   | Wifi netwerk browsen          | 9.5                                                                         | 11                                                                          |
| Batterijvermogen (uur)   | 3G netwerk browsen            | n/a                                                                         | n/a                                                                         |
| Batterijvermogen (uur)   | Beltijd (2G)                  | 23                                                                          | 25                                                                          |
| Batterijvermogen (uur)   | Beltijd (3G)                  | 28                                                                          | 19                                                                          |
| Batterijvermogen (uur)   | Beltijd (4G)                  | n/a                                                                         | n/a                                                                         |
| Technologie              | Technologie                   | Lithium-ion                                                                 | Lithium-ion                                                                 |
| Camera                   | Camera                        | Lumia 950                                                                   | Lumia 950 XL                                                                |
| Camera aan de voorzijde  | Apertuur                      | ƒ/2,4                                                                       | ƒ/2,4                                                                       |
| Camera aan de voorzijde  | Megapixel                     | 5                                                                           | 5                                                                           |
| Camera aan de voorzijde  | Videoresolutie                | FHD (1080×1920) in 30 fps                                                   | FHD (1080×1920) in 30 fps                                                   |
| Hoofdcamera              | Autofocus                     | Ja                                                                          | Ja                                                                          |
| Hoofdcamera              | Apertuur                      | ƒ/1,9                                                                       | ƒ/1,9                                                                       |
| Hoofdcamera              | 35mm equivalent (mm)          | 26 mm                                                                       | 26 mm                                                                       |
| Hoofdcamera              | Megapixel                     | 20.0 PureView                                                               | 20.0 PureView                                                               |
| Hoofdcamera              | Sensorgrootte (inch)          | 1/2,4 (10,58 mm)                                                            | 1/2,4 (10,58 mm)                                                            |
| Hoofdcamera              | Videoresolutie                | 4K (2160×3840) in 30 fps FHD (1080×1920) in 60 fps HD (720×1280) in 120 fps | 4K (2160×3840) in 30 fps FHD (1080×1920) in 60 fps HD (720×1280) in 120 fps |
| Hoofdcamera              | Carl Zeiss Optics             | Ja                                                                          | Ja                                                                          |
| Hoofdcamera              | Zoom                          | 4×                                                                          | 4×                                                                          |
| Hoofdcamera              | Flits                         | Ja                                                                          | Ja                                                                          |
| Hoofdcamera              | Optische beeldstabilisatie    | Ja                                                                          | Ja                                                                          |
| Hoofdcamera              | Cameraknop                    | Ja                                                                          | Ja                                                                          |
| Hoofdcamera              | Digital Negative image format | Ja                                                                          | Ja                                                                          |
| Sensoren                 | Sensoren                      | Lumia 950                                                                   | Lumia 950 XL                                                                |
| Windows Hello            | Vingerafdruk Scanner          | Nee                                                                         | Nee                                                                         |
| Windows Hello            | Infrarood Iris Scanner        | Ja                                                                          | Ja                                                                          |
| Microfoons               | Microfoons                    | 4                                                                           | 4                                                                           |
| Cortana                  | Cortana ondersteuning         | Ja                                                                          | Ja                                                                          |
| Cortana                  | “Hey Cortana” oproep          | Ja                                                                          | Ja                                                                          |
| Accelerometer            | Accelerometer                 | Ja                                                                          | Ja                                                                          |
| Omgevingslichtdetector   | Omgevingslichtdetector        | Ja                                                                          | Ja                                                                          |
| Nabijheidssensor         | Nabijheidssensor              | Ja                                                                          | Ja                                                                          |
| Magnetometer             | Magnetometer                  | Ja                                                                          | Ja                                                                          |
| Gyroscoop                | Gyroscoop                     | Ja                                                                          | Ja                                                                          |
| Barometer                | Barometer                     | Ja                                                                          | Ja                                                                          |
| SensorCore               | SensorCore                    | Ja                                                                          | Ja                                                                          |

### Modelvarianten
| Naam     | 950                                  | 950                                | 950 DS                                  | 950 XL                               | 950 XL DS                               |
| Model    | RM-1104                              | RM-1105                            | RM-1118                                 | RM-1085                              | RM-1116                                 |
| -------- | ------------------------------------ | ---------------------------------- | --------------------------------------- | ------------------------------------ | --------------------------------------- |
| Regio    | Globaal                              | Verenigde Staten                   | Globaal                                 | Globaal                              | Globaal                                 |
| 3G       | Band 1/2/4/5/8                       | Band 1/2/4/5/8                     | Band 1/2/4/5/8                          | Band 1/2/4/5/8                       | Band 1/2/4/5/8                          |
| 4G       | Band 1/2/3/4/5/7/8/12/17/20/28/38/40 | Band 1/2/3/4/5/7/12/13/20/29/30/41 | Band 1/2/3/4/5/7/8/12/17/20/28/38/40/41 | Band 1/2/3/4/5/7/8/12/17/20/28/38/40 | Band 1/2/3/4/5/7/8/12/17/20/28/38/40/41 |
| NFC      | Ja                                   | Ja                                 | Ja                                      | Ja                                   | Ja                                      |
| DTV      | Nee                                  | Nee                                | Nee                                     | Nee                                  | Nee                                     |
| Dual Sim | Nee                                  | Nee                                | Ja                                      | Nee                                  | Ja                                      |